# Присипки мінералів

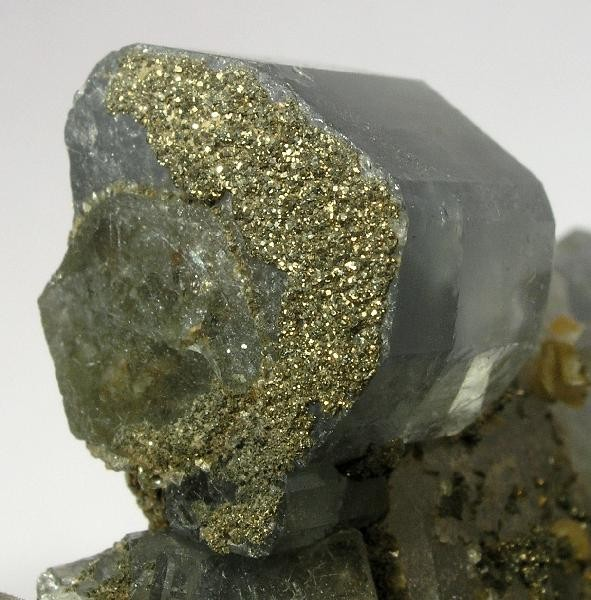
Присипка піриту на апатиті-кварці.

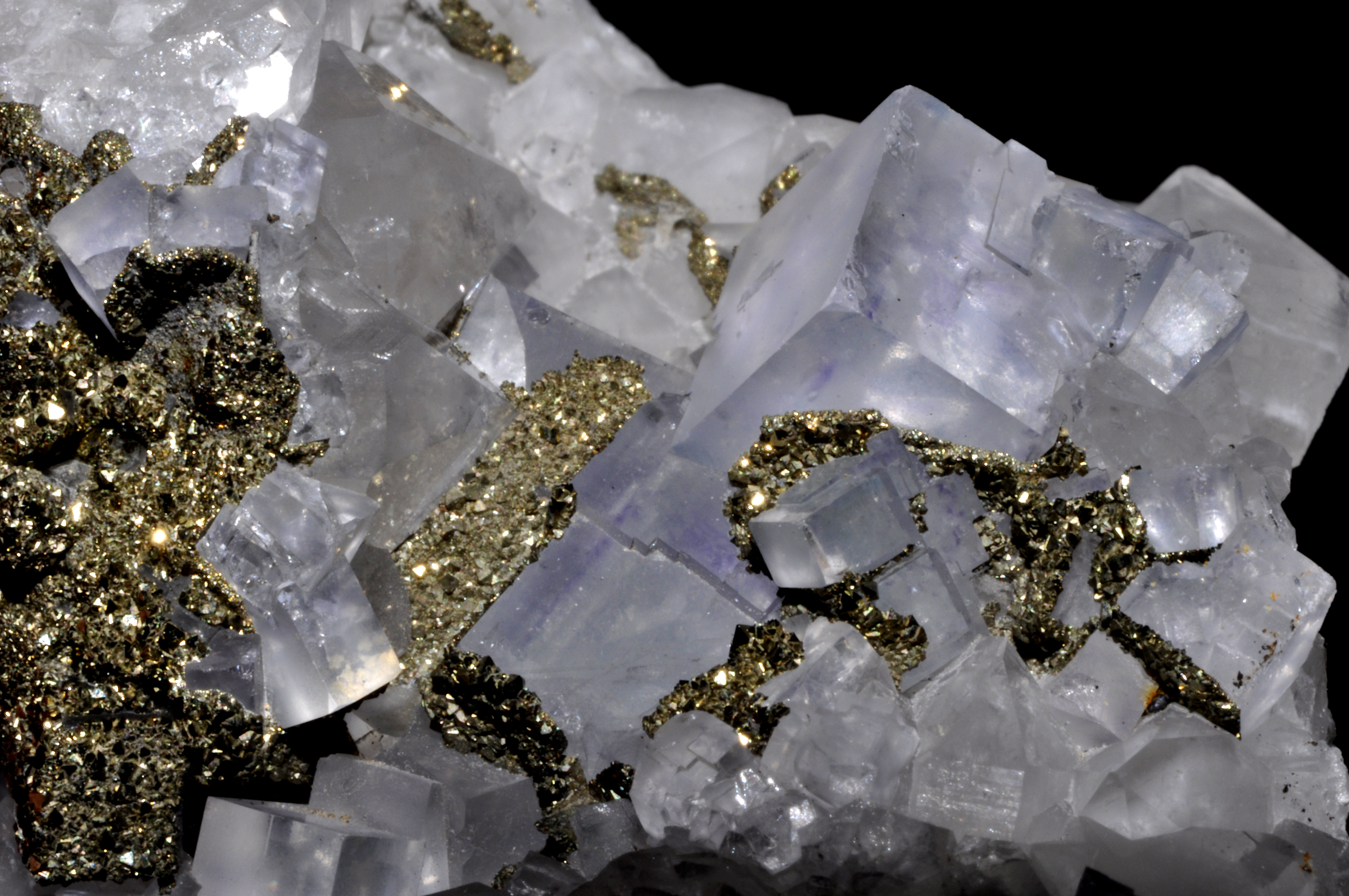
Присипка піриту на флюориті.

Присипки мінералів (рос. присыпки минералов, англ. ”powder” on minerals, нім. ”Streupulver” n an Mineralien) — дрібнозернистий матеріал, який зсипається на поверхню кристалів під час їх росту в порожнинах. Присипки мінералів утворюються в результаті деформацій гірських порід. Вони можуть бути як зовні, так і на поверхні кристалу. Присипки допомагають встановити послідовність мінералоутворення.